# ناتالی بوک
ناتالی بوک (انگلیسی: Nathalie Bock؛ زادهٔ ۲۱ اکتبر ۱۹۸۸) بازیکن فوتبال اهل آلمان است.
از باشگاه‌هایی که در آن بازی کرده‌است می‌توان به باشگاه فوتبال زنان وولفسبورگ و باشگاه فوتبال وولفسبورگ اشاره کرد.
وی همچنین در تیم‌های ملی فوتبال Germany women's national under-17 football team, Germany women's national under-19 football team, Germany women's national under-20 football team, Germany women's national under-21 football team، و Germany women's national under-23 football team بازی کرده‌است.